# Eupoecilopoda liaoningensis
Eupoecilopoda liaoningensis är en stekelart som först beskrevs av Yin-Xia Liao 1987.  Eupoecilopoda liaoningensis ingår i släktet Eupoecilopoda och familjen sköldlussteklar. Inga underarter finns listade i Catalogue of Life.